# Petrol

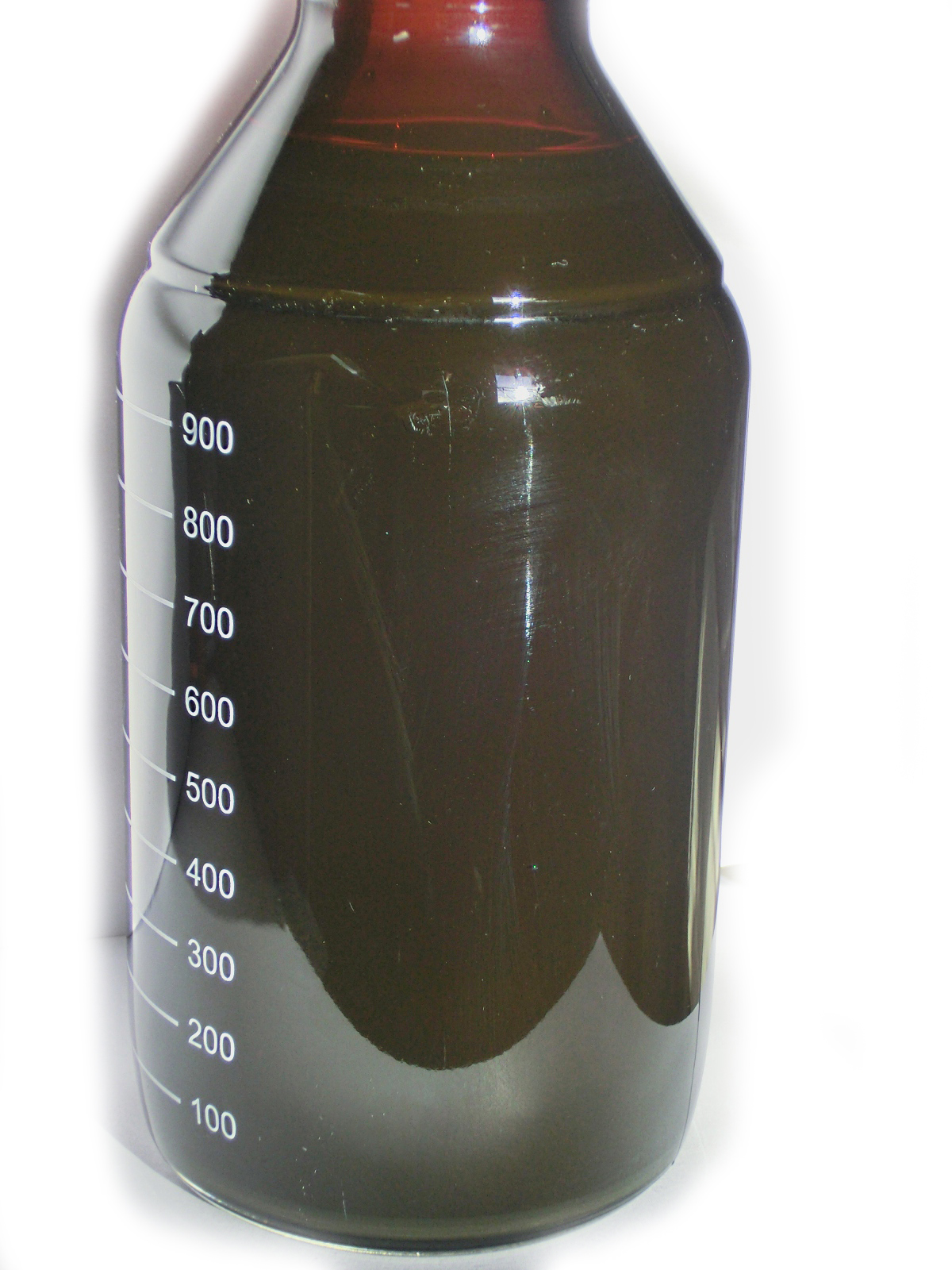
Un vas cu o mostră de petrol

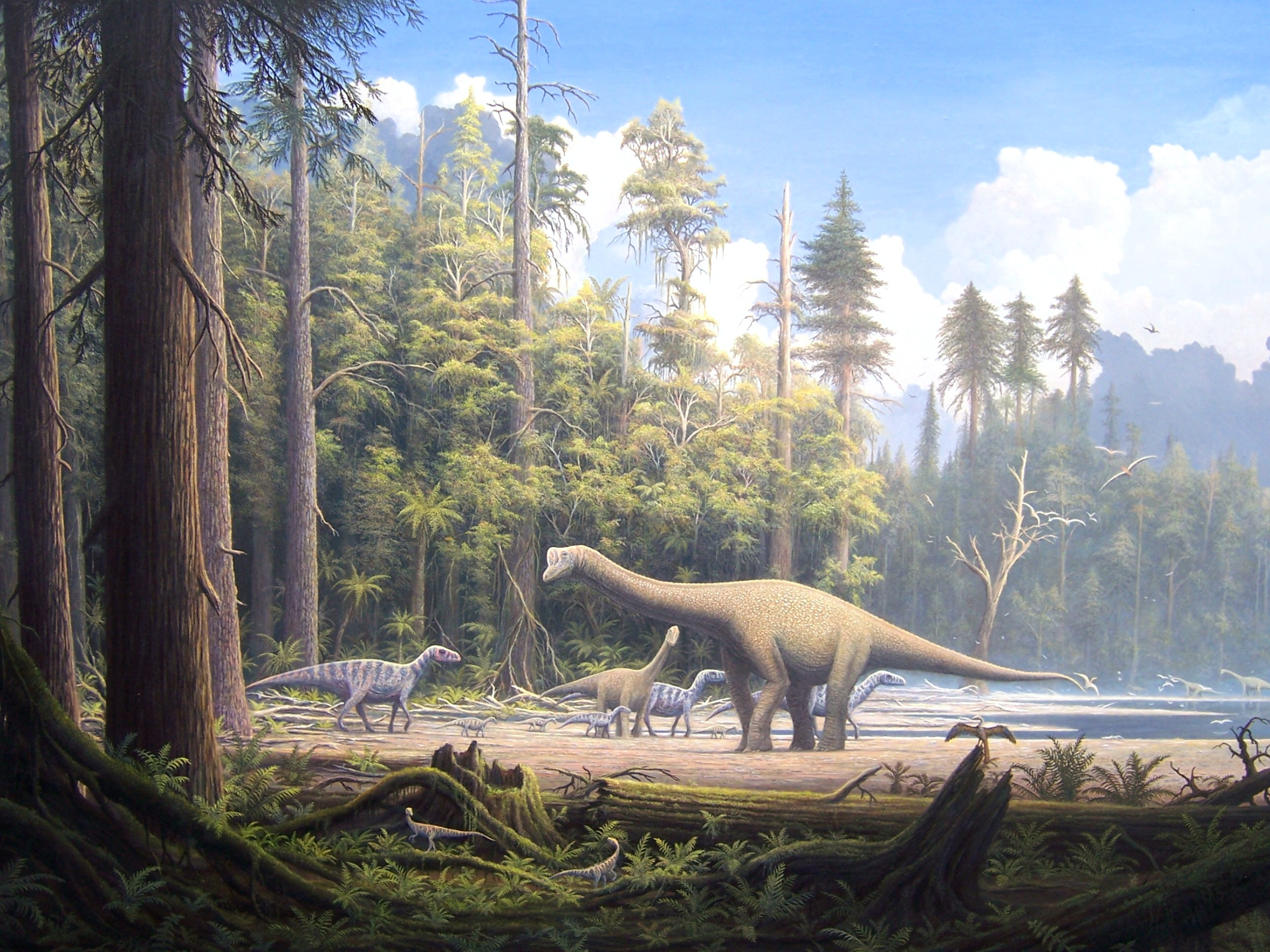
Scenă din Jurasicul superior; în prim-plan sunt doi Compsognathus, în spate o turmă de Iguanodon. (Pictură de G. Boeggemann)

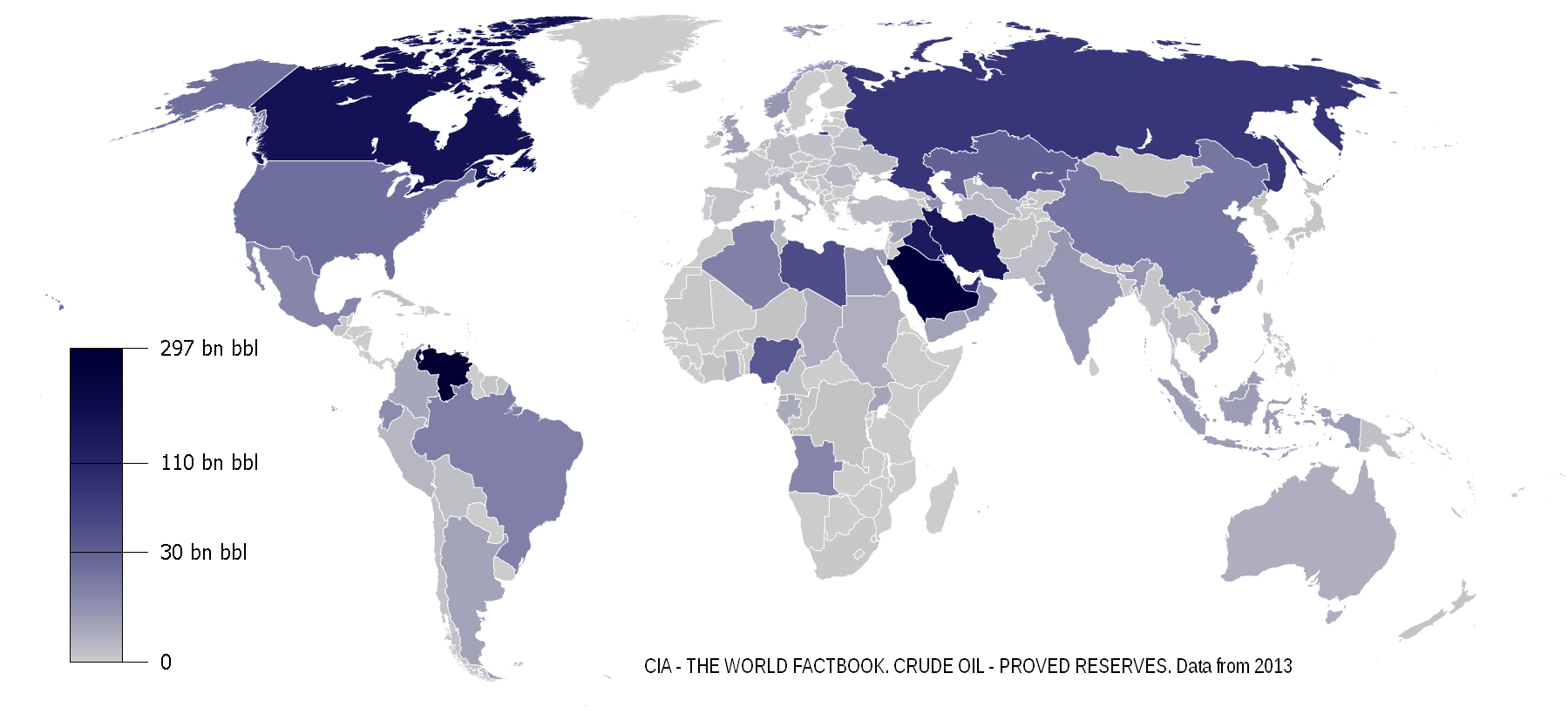
Rezervele mondiale de petrol din 2009

Petrolul, sau țițeiul, împreună cu cărbunii și gazele naturale fac parte din zăcămintele de origine biogenă care se găsesc în scoarța Pământului.  Petrolul, care este un amestec de hidrocarburi lichide în care sunt dizolvate mici cantități de hidrocarburi solide și gazoase, este un amestec de substanțe lipofile.  Țițeiul în stare brută (nerafinat) conține peste 17 000 de substanțe organice complexe, motiv pentru care este materia primă cea mai importantă pentru industria chimică (vopsele, medicamente, materiale plastice etc.) și producerea carburanților. Ca o curiozitate, se poate menționa că unele varietăți de țiței devin fosforescente în prezența razelor ultraviolete.
Odată extras, petrolul este rafinat și separat, cel mai ușor prin distilare, în numeroase produse pentru utilizare directă sau în procesul de fabricație. Produsele includ combustibili precum benzină, motorină, kerosen și combustibil pentru avioane; asfalt și lubrifianți; reactivi chimici folosiți pentru a produce plastic; solvenți, fibre textile, agenți frigorifici, vopsea, cauciuc sintetic, îngrășăminte, pesticide, produse farmaceutice și mii de alte produse. Petrolul este utilizat în fabricarea unei mari varietăți de materiale esențiale pentru viața modernă, iar se estimează că lumea consumă aproximativ 100 de milioane de barili (16 milioane de metri cubi) zilnic. Producția de petrol poate fi extrem de profitabilă și a fost esențială pentru dezvoltarea economică globală în secolul al XX-lea. Unele țări, cunoscute sub denumirea de petrostate, au câștigat o putere economică și internațională semnificativă prin controlul asupra producției și comerțului cu petrol.
Exploatarea petrolului poate fi dăunătoare mediului și sănătății umane. Extracția, rafinarea și arderea combustibililor pe bază de petrol eliberează cantități mari de gaze cu efect de seră, astfel încât petrolul este unul dintre principalii factori care contribuie la schimbările climatice. Alte efecte negative asupra mediului includ deversările directe, cum ar fi scurgerile de petrol, precum și poluarea aerului și apei în aproape toate etapele de utilizare. Aceste efecte de mediu au consecințe directe și indirecte asupra sănătății umane. Petrolul a fost, de asemenea, o sursă de conflicte interne și între state, conducând la războaie declanșate de state și alte conflicte legate de resurse. Se estimează că producția de petrol va atinge vârful înainte de 2035, pe măsură ce economiile globale își reduc dependențele de petrol, ca parte a atenuării schimbărilor climatice și a tranziției către energie regenerabilă și electrificare. Petrolul a jucat un rol-cheie în industrializare și dezvoltarea economică.

## Etimologie
Cuvântul „petrol” provine din latina medievală *petroleum* (literalmente „ulei de piatră”), care vine din latinescul *petra* „piatră” (din grecescul *pétra* πέτρα) și *oleum* „ulei” (din grecescul *élaion* ἔλαιον).
Originea termenului provine din mănăstirile din sudul Italiei, unde era folosit la sfârșitul primului mileniu ca alternativă la termenul mai vechi „nafta”. După aceea, termenul a fost folosit în numeroase manuscrise și cărți, cum ar fi tratatul *De Natura Fossilium*, publicat în 1546 de mineralogul german Georg Bauer, cunoscut și sub numele de Georgius Agricola. După apariția industriei petroliere, în a doua jumătate a secolului al XIX-lea, termenul a devenit cunoscut pentru forma lichidă a hidrocarburilor.

## Istorie

### Început
Petrolul, într-o formă sau alta, a fost folosit încă din cele mai vechi timpuri. În urmă cu peste 4300 de ani, bitumul era menționat când sumerienii îl foloseau pentru a construi bărci. O tăbliță cu legenda nașterii lui Sargon din Akkad menționează un coș care era sigilat cu paie și bitum. În urmă cu mai bine de 4000 de ani, conform lui Herodot și Diodorus din Sicilia, asfaltul era folosit la construirea zidurilor și turnurilor Babilonului; existau puțuri de petrol lângă Ardericca și Babilon, precum și un izvor de smoală pe insula Zakynthos. Cantități mari de petrol au fost găsite pe malurile râului Issus, unul dintre afluenții Eufratului. Tăblițele persane antice indică utilizările medicinale și de iluminat ale petrolului în clasele superioare ale societății lor.
Utilizarea petrolului în China antică datează de mai bine de 2000 de ani. *I Ching*, una dintre cele mai vechi scrieri chinezești, menționează că petrolul în stare brută, fără rafinare, a fost descoperit, extras și utilizat pentru prima dată în China în secolul I î.Hr. De asemenea, chinezii au fost primii care au înregistrat utilizarea petrolului ca combustibil încă din secolul al IV-lea î.Hr. Până în anul 347 d.Hr., petrolul era extras din puțuri săpate cu ajutorul bambusului în China.
În secolul al VII-lea, petrolul era printre ingredientele esențiale ale „focului grecesc”, o armă incendiară folosită de grecii bizantini împotriva navelor arabe care atacau Constantinopolul. Petrolul brut a fost, de asemenea, distilat de chimiștii persani, cu descrieri clare în manualele arabe, precum cele ale lui Abu Bakr al-Razi (Rhazes). Străzile Bagdadului erau pavate cu smoală obținută din petrol extras din câmpurile naturale din regiune.
În secolul al IX-lea, câmpuri petroliere erau exploatate în zona din jurul orașului modern Baku, Azerbaidjan. Aceste câmpuri au fost descrise de geograful arab Abu Bakr al-Razi în secolul al X-lea și de Marco Polo în secolul al XIII-lea, care a descris producția acelor puțuri ca fiind de sute de încărcături de navă. Chimiștii arabi și persani distilau petrol brut pentru a produce produse inflamabile în scopuri militare. Prin intermediul Spaniei islamice, distilarea a devenit cunoscută în Europa de Vest până în secolul al XII-lea. De asemenea, petrolul a fost prezent în România încă din secolul al XIII-lea, fiind menționat sub denumirea de „păcură”.
Poporul Seneca și alte triburi irocheze din vestul Pennsylvaniei săpau gropi sofisticate pentru petrol, adânci de 4,5 până la 6 metri, încă din perioada 1415–1450. Generalul francez Louis-Joseph de Montcalm a întâlnit membri ai tribului Seneca folosind petrol pentru focuri ceremoniale și ca loțiune vindecătoare în timpul unei vizite la Fort Duquesne în 1750.
Exploratorii britanici timpurii din Myanmar au documentat o industrie înfloritoare de extracție a petrolului în Yenangyaung, care, în 1795, avea sute de puțuri săpate manual.
Se spune că Merkwiller-Pechelbronn este primul loc din Europa unde petrolul a fost explorat și utilizat. Izvorul Erdpechquelle, care este încă activ și unde petrolul apare amestecat cu apă, a fost folosit încă din 1498, în special în scopuri medicinale.

### Secolul al XIX-lea

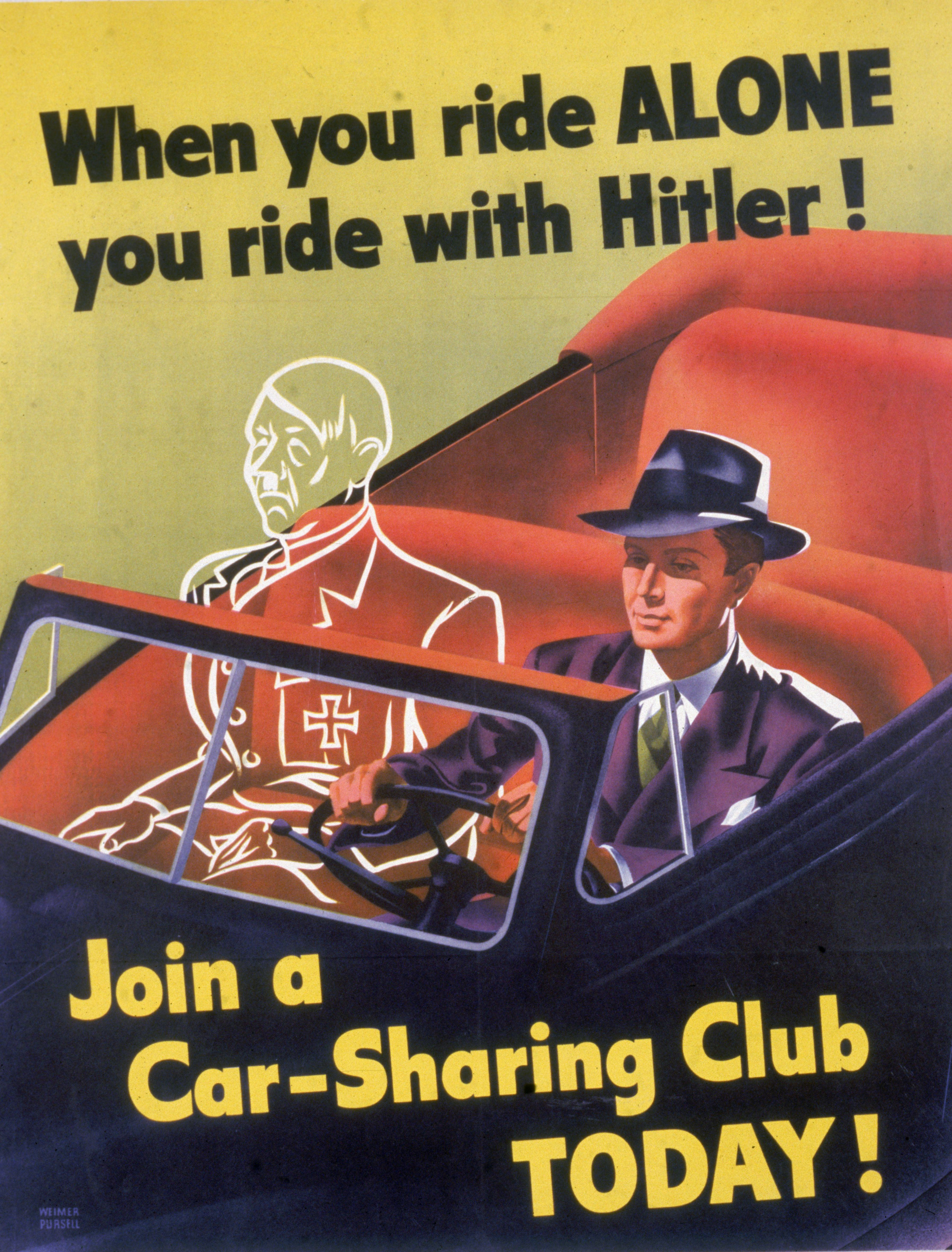
Un poster din Al Doilea Război Mondial care promovează folosirea în comun a mașinii (carpooling) ca modalitate de raționalizare a benzinei esențiale în timpul războiului.

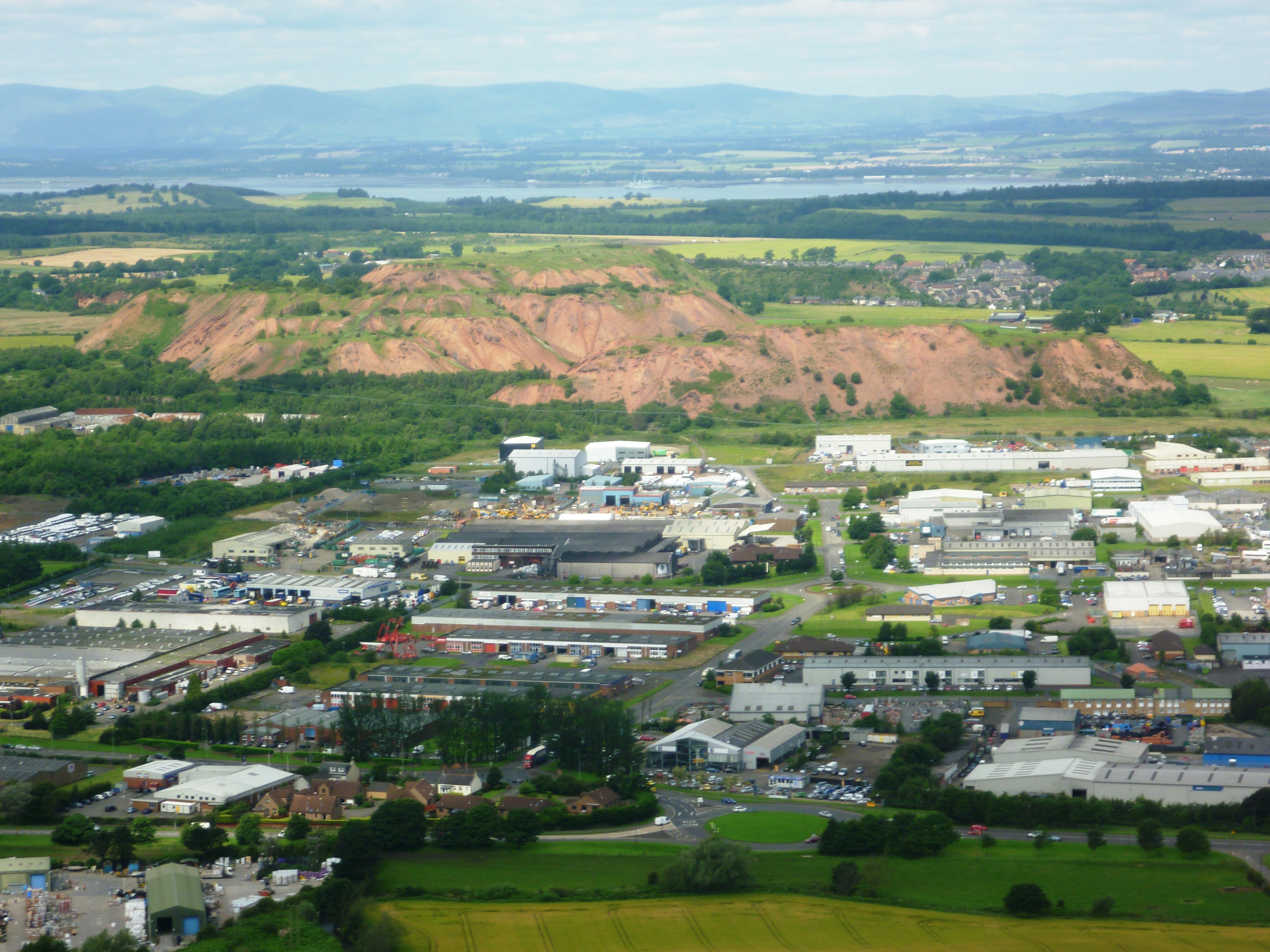
Maldăre de șisturi lângă Broxburn, trei dintr-un total de 19 în West Lothian, Scoția.

Activitatea legată de petrol a fost semnalată în diverse părți ale lumii la mijlocul secolului al XIX-lea. Un grup condus de maiorul Alexeyev din Corpul de Ingineri Minieri din Baku a forat manual un puț în regiunea Bibi-Heybat din Baku în 1846. În același an, au existat puțuri forate mecanic în Virginia de Vest, în aceeași perioadă cu forajul lui Drake. România (pe atunci parte a Imperiului Otoman) a fost prima țară din lume care a înregistrat oficial producția anuală de petrol brut în statisticile internaționale: 275 de tone pentru anul 1857.
În 1858, Georg Christian Konrad Hunäus a descoperit o cantitate semnificativă de petrol în timp ce fora pentru lignit în Wietze, Germania. Wietze a furnizat ulterior aproximativ 80% din consumul german în Era Wilhelminiană. Producția s-a oprit în 1963, dar Wietze găzduiește din 1970 un Muzeu al Petrolului.
Nisipurile petroliere au fost exploatate încă din secolul al XVIII-lea. În Wietze, Saxonia Inferioară, asfaltul/bitumul natural a fost exploatat de asemenea din secolul al XVIII-lea. Atât la Pechelbronn, cât și la Wietze, industria cărbunelui domina tehnologiile legate de petrol.

Chimistul James Young a observat în 1847 o scurgere naturală de petrol în mina de cărbune de la Riddings, Alfreton, Derbyshire, din care a distilat un ulei subțire, potrivit pentru lămpi, și un ulei mai vâscos, adecvat pentru lubrifierea mașinilor. În 1848, Young a înființat o mică afacere de rafinare a petrolului brut.
Young a reușit, distilând cărbune de canel la temperaturi joase, să creeze un lichid asemănător petrolului, care, tratat în același mod ca petrolul din scurgeri, dădea produse similare. Young a descoperit că, prin distilare lentă, putea obține mai multe lichide utile din acesta, unul dintre care l-a numit „ulei de parafină”, deoarece la temperaturi scăzute se transforma într-o substanță asemănătoare parafinei.
Producția acestor uleiuri și a parafinei solide din cărbune a fost subiectul brevetului său datat 17 octombrie 1850. În 1850, Young & Meldrum și Edward William Binney au intrat într-un parteneriat sub denumirea E.W. Binney & Co. la Bathgate, în West Lothian, și E. Meldrum & Co. la Glasgow; lucrările lor din Bathgate au fost finalizate în 1851 și au devenit primele lucrări comerciale de petrol din lume, cu prima rafinărie modernă de petrol.
Farmacistul Ignacy Łukasiewicz din Imperiul Austriac a inventat lampa modernă cu kerosen (1853), fiind responsabil și de introducerea primei lămpi stradale moderne din Europa (1853).
Cererea de petrol ca combustibil pentru iluminat în America de Nord și în întreaga lume a crescut rapid.
Primul puț de petrol din America a fost forat în 1859 de Edwin Drake la ceea ce acum se numește Puțul Drake din Cherrytree Township, Pennsylvania. Compania asociată cu acesta a declanșat un mare boom de foraj petrolier.
Primul puț comercial de petrol din Canada devenit operațional în 1858 la Oil Springs, Ontario(pe atunci Canada de Vest). Omul de afaceri James Miller Williams a săpat mai multe puțuri între 1855 și 1858 înainte de a descoperi o rezervă bogată de petrol la patru metri sub pământ. Williams a extras 1,5 milioane de litri de petrol brut până în 1860, rafinând o mare parte din acesta în ulei de lampă cu kerosen. Puțul lui Williams a devenit viabil comercial cu un an înainte de operațiunea lui Drake din Pennsylvania și ar putea fi considerat primul puț comercial de petrol din America de Nord. Descoperirea de la Oil Springs a declanșat un boom petrolier care a atras sute de speculanți și muncitori în zonă. Progresele în foraj au continuat până în 1862, când foratorul local Shaw a ajuns la o adâncime de 62 de metri folosind metoda de foraj cu tijă elastică. La 16 ianuarie 1862, după o explozie de gaz natural, primul „erupător” de petrol din Canada a intrat în producție, aruncând petrol în aer la un ritm înregistrat de 480 de metri cubi (3000 de barili) pe zi. Până la sfârșitul secolului al XIX-lea, Imperiul Rus, în special compania Branobel din Azerbaidjan, a preluat conducerea în producția de petrol.

### Secolul al XX-lea
Accesul la petrol a fost și încă este un factor major în mai multe conflicte militare din secolul al XX-lea, inclusiv în Al Doilea Război Mondial, când instalațiile petroliere au devenit active strategice importante și au fost bombardate intens. Invazia Germaniei în Uniunea Sovietică a avut ca scop inclusiv capturarea câmpurilor petroliere din Baku, deoarece acestea ar fi furnizat resurse vitale de petrol pentru armata germană, care suferea din cauza blocadelor.
Explorarea petrolului în America de Nord la începutul secolului XX a condus ulterior la transformarea Statelor Unite în principalul producător mondial până la mijlocul secolului. După ce producția de petrol din SUAa atins apogeul în anii 1960, Statele Unite au fost depășite de Arabia Saudită și Uniunea Sovietică în ceea ce privește producția totală.
În 1973, Arabia Saudită și alte națiuni arabe au impus un embargo asupra petrolului împotriva Statelor Unite, Regatului Unit, Japoniei și altor națiuni occidentale care sprijineau Israelul în Războiul de Iom Kipur din octombrie 1973. Embargoul a provocat o criză petrolieră. Aceasta a fost urmată de criza petrolului din 1979, cauzată de o scădere a producției de petrol în urma Revoluției Iraniene, ceea ce a dus la mai mult decât dublarea prețurilor petrolului.

### Secolul 21
Cele două șocuri ale prețului petrolului au avut numeroase efecte pe termen scurt și lung asupra politicii și economiei globale. Ele au dus la reduceri susținute ale cererii, ca urmare a trecerii la alte combustibili, în special cărbune și energie nucleară, și la îmbunătățiri ale eficienței energetice, facilitate de politicile guvernamentale. Prețurile ridicate ale petrolului au stimulat investițiile în producția de petrol în țări non-OPEC, inclusiv în Prudhoe Bay, Alaska, câmpurile offshore din Marea Nordului ale Regatului Unit și Norvegiei, câmpul offshore Cantarell din Mexic și nisipurile bituminoase din Canada.
Aproximativ 90% din necesarul de combustibil pentru vehicule este acoperit de petrol. Petrolul reprezintă, de asemenea, 40% din consumul total de energie în Statele Unite, dar este responsabil doar pentru 1% din producția de electricitate. Valoarea petrolului ca sursă de energie portabilă și densă, alimentând marea majoritate a vehiculelor și ca bază pentru multe substanțe chimice industriale, îl face una dintre cele mai importante mărfuri din lume.
Primele trei țări producătoare de petrol în 2018 erau Statele Unite, Rusia și Arabia Saudită. În 2018, datorită în parte dezvoltărilor în fracturarea hidraulică și forajul orizontal, Statele Unite au devenit cel mai mare producător din lume.
Aproximativ 80% din rezervele de petrol ușor accesibile la nivel mondial se află în Orientul Mijlociu, 62,5% provenind din cele cinci țări arabe: Arabia Saudită, Emiratele Arabe Unite, Irak, Qatar și Kuweit. O mare parte din petrolul total existent la nivel global se găsește în surse neconvenționale, cum ar fi bitumul din nisipurile bituminoase din Athabasca și petrolul extra-greu din Centura Orinoco. Deși volume semnificative de petrol sunt extrase din nisipuri bituminoase, în special în Canada, obstacole logistice și tehnice persistă, deoarece extracția petrolului necesită cantități mari de căldură și apă, făcând conținutul său energetic net mult mai scăzut comparativ cu petrolul convențional. Astfel, nu se așteaptă ca nisipurile bituminoase din Canada să furnizeze mai mult de câteva milioane de barili pe zi în viitorul apropiat.

## Compoziție
Petrolul constă într-o varietate de componente lichide, gazoase și solide. Hidrocarburile mai ușoare sunt gazele metan, etan, propan și butan. În rest, majoritatea lichidelor și solidelor sunt în mare parte compuși organici mai grei, adesea hidrocarburi (doar C și H). Proporția hidrocarburilor ușoare din amestecul de petrol variază între câmpurile petroliere.
Un puț de petrol produce predominant țiței. Deoarece presiunea la suprafață este mai mică decât cea subterană, o parte din gaz va ieși din soluție și va fi recuperat (sau ars) ca gaz asociat sau gaz dizolvat. Un puț de gaz produce predominant gaz natural. Totuși, deoarece temperatura subterană este mai mare decât la suprafață, gazul poate conține hidrocarburi mai grele precum pentanul, hexanul și heptanul (denumite „condensat de gaz natural” sau, pe scurt, condensat). Condensatul seamănă cu benzina ca aspect și este similar în compoziție cu unele țițeiuri ușoare volatile.
Hidrocarburile din țiței sunt în mare parte alcani, cicloalcani și diverse hidrocarburi aromatice, în timp ce alte compuși organici conțin azot, oxigen și sulf, precum și urme de metale, cum ar fi fier, nichel, cupru și vanadiu. Multe zăcăminte de petrol conțin bacterii vii. Compoziția moleculară exactă a țițeiului variază mult de la un zăcământ la altul, dar proporția elementelor chimice variază în limite relativ restrânse, după cum urmează:
| Element  | Interval procentual |
| -------- | ------------------- |
| Carbon   | 83 la 85%           |
| Hidrogen | 10 la 14%           |
| Nitrogen | 0.1 la 2%           |
| Oxigen   | 0.05 la 1.5%        |
| Sulfură  | 0.05 la 6.0%        |
| Metal    | < 0.1%              |

Patru tipuri diferite de hidrocarburi apar în țiței. Procentajul relativ al fiecăruia variază de la un tip de petrol la altul, determinând proprietățile fiecărui petrol.
| Hidrocarbon   | Medie | Procentaj |
| ------------- | ----- | --------- |
| Alcan         | 30%   | 15 la 60% |
| Naftene       | 49%   | 30 la 60% |
| Aromaticitate | 15%   | 3 la 30%  |
| Asfalticitate | 6%    | rest      |

Alcanii de la pentan (C5H12) până la octan (C8H18) sunt rafinați în benzină, cei de la nonan (C9H20) până la hexadecan (C16H34) în motorină, kerosen și combustibil pentru avioane. Alcanii cu mai mult de 16 atomi de carbon pot fi rafinați în păcură și uleiuri lubrifiante. La capătul mai greu al spectrului, ceara de parafină este un alcan cu aproximativ 25 de atomi de carbon, iar asfaltul are 35 sau mai mulți, deși aceștia sunt de obicei crăpați în rafinăriile moderne în produse mai valoroase. Cea mai ușoară fracțiune, așa-numitele gaze petroliere, este supusă unor procese diverse, în funcție de costuri. Aceste gaze sunt fie arse, fie vândute ca gaz petrolier lichefiat, fie folosite pentru alimentarea arzătoarelor proprii ale rafinăriei. În timpul iernii, Butanul(C4H10) este amestecat în Benzină într-o proporție ridicată, deoarece presiunea sa mare de vapori ajută la pornirile la rece.
Hidrocarburile aromatice sunt hidrocarburi nesaturate care au unul sau mai multe inele benzenice. Ele tind să ardă cu o flacără funinginoasă, iar multe au un miros dulceag. Unele dintre ele sunt cancerigene.
Aceste componente diferite sunt separate prin distilare fracționată într-o rafinărie pentru a produce benzină, combustibil pentru avioane, kerosen și alte fracțiuni de hidrocarburi.
Componentele dintr-o probă de petrol pot fi determinate prin cromatografie de gaze și spectrometrie de masă. Datorită numărului mare de hidrocarburi co-eluate din petrol, multe nu pot fi rezolvate prin cromatografia de gaze tradițională. Acest amestec complex nerezolvat (UCM) de hidrocarburi este deosebit de evident atunci când se analizează petroluri degradate sau extracte din țesuturi ale organismelor expuse la petrol.
Țițeiul variază foarte mult ca aspect în funcție de compoziția sa. De obicei este negru sau maro închis (deși poate fi gălbui, roșiatic sau chiar verzui). În zăcământ, este găsit de obicei în asociere cu gazul natural, care, fiind mai ușor, formează un „capac de gaz” deasupra petrolului, și apă salină care, fiind mai grea decât majoritatea formelor de țiței, se scufundă de obicei sub el. Țițeiul poate fi găsit și într-o formă semi-solidă amestecată cu nisip și apă, ca în nisipurile bituminoase din Athabasca, Canada, unde este denumit de obicei bitum brut. În Canada, bitumul este considerat o formă lipicioasă, neagră, asemănătoare cu gudronul, atât de dens și greu încât trebuie încălzit sau diluat pentru a curge. Venezuela are, de asemenea, cantități mari de petrol în nisipurile petrolifere din Orinoco, deși hidrocarburile captive în ele sunt mai fluide decât în Canada și sunt de obicei denumite petrol extra-greu. Aceste resurse din nisipurile petrolifere sunt denumite petrol neconvențional pentru a le deosebi de petrolul care poate fi extras folosind metode convenționale de foraj. Împreună, Canada și Venezuela dețin aproximativ 3,6 trilioane de barili (570×10^9 m3) de bitum și petrol extra-greu, aproximativ de două ori volumul rezervelor mondiale de petrol convențional.

## Formare

### Petrol fosil
Petrolul este un combustibil fosil derivat din materiale organice fosilizate, cum ar fi zooplanctonul și algele. Cantități mari din aceste resturi s-au depus pe fundurile mărilor sau lacurilor, unde au fost acoperite de apă stagnantă (apă fără oxigen dizolvat) sau de sedimente, precum noroiul și mâlul, mai rapid decât s-ar fi putut descompune aerob. Aproximativ 1 metru sub acest sediment, concentrația de oxigen din apă era scăzută, sub 0,1 mg/L, și existau condiții anoxice. Temperaturile au rămas, de asemenea, constante.
Pe măsură ce alte straturi s-au depus pe fundul mării sau lacului, căldura și presiunea intensă s-au acumulat în regiunile inferioare. Acest proces a determinat schimbarea materiei organice, mai întâi într-un material ceros cunoscut sub numele de kerogen, găsit în diverse șisturi bituminoase din întreaga lume, iar apoi, cu mai multă căldură, în hidrocarburi lichide și gazoase printr-un proces cunoscut sub numele de catageneză. Formarea petrolului are loc prin piroliza hidrocarburilor, într-o varietate de reacții endoterme, în principal, la temperaturi ridicate sau presiuni mari, sau ambele. Aceste faze sunt descrise în detaliu mai jos.

#### Dezintegrare anaerobă
În absența oxigenului din abundență, bacteriile aerobe au fost împiedicate să descompună materia organică după ce aceasta a fost îngropată sub un strat de sedimente sau apă. Cu toate acestea, bacteriile anaerobe au reușit să reducă sulfații și nitrații din materie la H2S și N2, respectiv, folosind materia ca sursă pentru alți reactanți. Datorită acestor bacterii anaerobe, la început, această materie a început să se descompună în principal prin hidroliză: polizaharidele și proteinele au fost hidrolizate în zaharuri simple și, respectiv, aminoacizi. Aceștia au fost ulterior oxidați anaerob la o rată accelerată de către enzimele bacteriilor: de exemplu, aminoacizii au trecut prin deaminarea oxidativă, transformându-se în acizi imino, care au reacționat în continuare formând amoniac și acizi α-ceto. Monozaharidele, la rândul lor, s-au descompus în final în CO2 și Metan. Produsele de degradare anaerobă ale aminoacizilor, monozaharidelor, fenolilor și aldehidelor s-au combinat formând acizi fulvici. Grăsimile și cerurile nu au fost hidrolizate în mod extins în aceste condiții moderate.

#### Formarea kerogenului
Unii compuși fenolici produși în reacțiile anterioare au acționat ca bactericide, iar ordinul de Bacterii Actinomycetales a produs, de asemenea, compuși antibiotici (de exemplu, streptomicină). Astfel, acțiunea bacteriilor anaerobe a încetat la aproximativ 10 metri sub apă sau sediment. Amestecul la această adâncime conținea Acizi fulvici, grăsimiși ceară nereacționate sau parțial reacționate, lignină ușor modificată, rășini și alte hidrocarburi. Pe măsură ce mai multe straturi de materie organică s-au depus pe fundul mării sau lacului, căldura și presiunea intensă s-au acumulat în regiunile inferioare. Ca urmare, compușii acestui amestec au început să se combine în moduri slab înțelese pentru a forma kerogen. Această combinare s-a produs într-un mod similar cu reacția dintre moleculele de fenol și formaldehidă care formează rășini Ureo-formaldehidice, dar formarea kerogenului a avut loc într-un mod mai complex, din cauza unei varietăți mai mari de reactanți. Întregul proces de formare a kerogenului, de la începutul degradării anaerobe, se numește diageneză, un termen care desemnează transformarea materialelor prin dizolvarea și recombinarea constituenților lor.

#### Transformarea kerogenului în combustibili fosili
Formarea kerogenului a continuat până la o adâncime de aproximativ 1 km sub suprafața Pământului, unde temperaturile pot ajunge la aproximativ 50 °C. Formarea kerogenului reprezintă un punct intermediar între materia organică și combustibilii fosili: kerogenul poate fi expus oxigenului, oxidându-se și pierzându-se astfel, sau poate fi îngropat mai adânc în scoarța terestră și supus condițiilor care îi permit să se transforme lent în combustibili fosili, cum ar fi petrolul. Acest ultim proces a avut loc prin catageneză, în care reacțiile au fost, în mare parte, rearanjări radicalice ale kerogenului. Aceste reacții au durat mii până la milioane de ani și nu au implicat reactanți externi. Datorită naturii radicalice a acestor reacții, kerogenul a reacționat formând două clase de produse: cele cu un raport H/C scăzut (cum ar fi antracenul sau produse similare) și cele cu un raport H/C ridicat (cum ar fi metanul sau produse similare); adică produse bogate în carbon sau bogate în hidrogen. Deoarece catageneza a fost închisă reactanților externi, compoziția rezultată a amestecului de combustibil a depins de compoziția kerogenului prin stoichiometria reacției. Există trei tipuri de kerogen: tipul I (algal), II (liptoinic) și III (humic), care s-au format în principal din alge, plancton și, respectiv, plante lemnoase (acest termen include copaci, arbuști și liane).
Catageneza a fost un proces pirolitic, chiar dacă s-a desfășurat la temperaturi relativ scăzute (comparativ cu instalațiile comerciale de piroliză), între 60 și câteva sute de grade Celsius. Piroliza a fost posibilă datorită timpului lung de reacție implicat. Căldura pentru catageneză a provenit din descompunerea materialelor radioactive din scoarță, în special 40K, 232Th, 235U și 238U. Căldura a variat în funcție de gradientul geotermic și era, în mod tipic, de 10–30 °C per kilometru de adâncime sub suprafața Pământului. Cu toate acestea, intruziunile magmatice neobișnuite ar fi putut crea o încălzire localizată mai mare.

#### Interval de temperatură
Geologii se referă adesea la intervalul de temperatură în care se formează petrolul drept „fereastra petrolului”. Sub temperatura minimă, petrolul rămâne prins sub formă de kerogen. Peste temperatura maximă, petrolul este transformat în gaz natural prin procesul de cracare termică. Uneori, petrolul format la adâncimi extreme poate migra și se poate acumula la un nivel mult mai superficial. Nisipurile bituminoase din Athabasca sunt un exemplu al acestui fenomen.

### Petrol abiogen
O teorie alternativă celei descrise mai sus a fost propusă de oamenii de știință ruși la mijlocul anilor 1850, ipoteza originii abiogenice a petrolului (petrol format prin mijloace anorganice), dar aceasta este contrazisă de dovezi geologice și geochimice. Surse abiogenice de petrol au fost descoperite, dar niciodată în cantități comercial profitabile. „Controversa nu este legată de existența rezervelor abiogenice de petrol”, a declarat Larry Nation de la Asociația Americană a Geologilor Petrolieri. „Controversa se referă la cât de mult contribuie acestea la rezervele totale ale Pământului și cât timp și efort ar trebui să dedice geologii pentru a le căuta.”

## Rezervoare
Trei condiții trebuie să fie prezente pentru ca rezervoarele de ulei să se formeze:
- O rocă sursă bogată în material hidrocarburic, îngropată suficient de adânc pentru ca căldura subterană să o transforme în petrol,
- O rocă rezervor poroasă și permeabilă unde acesta se poate acumula,
- Un strat de rocă impermeabilă (caprock) sau alt mecanism care să împiedice petrolul să ajungă la suprafață. În aceste rezervoare, fluidele se organizează, de obicei, ca un tort cu trei straturi: un strat de apă sub stratul de petrol și un strat de gaz deasupra, deși dimensiunile straturilor variază între rezervoare. Deoarece majoritatea hidrocarburilor sunt mai puțin dense decât roca sau apa, ele migrează adesea în sus prin straturile de rocă adiacente, până când fie ajung la suprafață, fie sunt blocate în roci poroase (cunoscute sub numele de rezervoare) de roci impermeabile deasupra. Totuși, procesul este influențat de fluxurile de apă subterane, făcând ca petrolul să migreze sute de kilometri pe orizontală sau chiar pe distanțe scurte în jos înainte de a fi prins într-un rezervor. Când hidrocarburile se concentrează într-o capcană, se formează un câmp petrolifer, din care lichidul poate fi extras prin foraj și pompare.

Reacțiile care produc petrol și gaz natural sunt adesea modelate ca reacții de descompunere de ordinul întâi, în care hidrocarburile se descompun în petrol și gaz natural printr-un set de reacții paralele, iar petrolul se descompune în cele din urmă în gaz natural printr-un alt set de reacții. Acest ultim set de reacții este utilizat în mod regulat în uzinele petrochimice și rafinăriile de petrol.
Petrolul a fost recuperat în principal prin foraj petrolier (izvoarele naturale de petrol sunt rare). Forajul este efectuat după studii de geologie structurală (la scară de rezervor), analiză a bazinelor sedimentare și caracterizare a rezervorului (în principal în ceea ce privește porozitatea și permeabilitatea structurilor geologice ale rezervorului). Se forează puțuri în rezervoarele de petrol pentru a extrage țițeiul. Metodele de producție prin „ridicare naturală” care se bazează pe presiunea naturală a rezervorului pentru a forța petrolul la suprafață sunt, de obicei, suficiente pentru o perioadă de timp după ce rezervoarele sunt exploatate prima dată. În unele rezervoare, cum ar fi în Orientul Mijlociu, presiunea naturală este suficientă pentru o perioadă îndelungată. Totuși, presiunea naturală din majoritatea rezervoarelor scade în cele din urmă. Atunci petrolul trebuie extras folosind metode de „ridicare artificială”. În timp, aceste metode „primare” devin mai puțin eficiente, iar metodele de producție „secundară” pot fi utilizate. O metodă secundară comună este „inundarea cu apă” sau injectarea de apă în rezervor pentru a crește presiunea și a forța petrolul către puțul de foraj. În cele din urmă, metodele de recuperare „terțiară” sau „avansată” a petrolului pot fi utilizate pentru a îmbunătăți caracteristicile de curgere ale petrolului prin injectarea de abur, dioxid de carbon și alte gaze sau substanțe chimice în rezervor. În Statele Unite, metodele de producție primară reprezintă mai puțin de 40% din petrolul produs zilnic, metodele secundare aproximativ jumătate, iar recuperarea terțiară restul de 10%. Extracția petrolului (sau „bitumului”) din zăcămintele de nisipuri bituminoase și șisturi bituminoase necesită fie mineritul nisipului sau șistului și încălzirea acestuia într-un vas sau retortă, fie folosirea metodelor „in-situ” de injectare a lichidelor încălzite în zăcământ, urmată de pomparea lichidului saturat cu petrol.

### Rezervoare de ulei neconvenționale
Bacteriile care consumă petrol biodegradează petrolul care a ajuns la suprafață. Nisipurile bituminoase sunt rezervoare de petrol parțial biodegradat aflat încă în procesul de evadare și biodegradare, dar conțin atât de mult petrol migrator că, deși cea mai mare parte a acestuia a fost eliberată, cantități uriașe sunt încă prezente—mai mult decât se găsește în rezervoarele de petrol convenționale. Frațiile mai ușoare ale țițeiului sunt distruse prima dată, rezultând rezervoare ce conțin o formă extrem de grea de țiței, numită bitum crud în Canada sau țiței extra-greu în Venezuela. Aceste două țări dețin cele mai mari depozite de nisipuri bituminoase din lume.
Pe de altă parte, șisturile bituminoase sunt roci sursă care nu au fost expuse căldurii sau presiunii suficiente pentru a transforma hidrocarburile capturate în țiței. Tehnic vorbind, șisturile bituminoase nu sunt întotdeauna șisturi și nu conțin petrol, dar sunt roci sedimentare cu granulație fină care conțin un solid organic insolubil numit kerogen. Kerogenul din rocă poate fi transformat în țiței folosind căldură și presiune pentru a simula procesele naturale. Metoda este cunoscută de secole și a fost brevetată în 1694 sub Patentul Coroanei Britanice Nr. 330, care acoperea „O metodă de extragere și fabricare a unor cantități mari de smoală, gudron și petrol dintr-un anumit tip de piatră.” Deși șisturile bituminoase se găsesc în multe țări, Statele Unite dețin cele mai mari depozite din lume.

## Clasificare
Industria petrolului clasifică în general țițeiul brut în funcție de locația geografică în care este produs (de exemplu, West Texas Intermediate, Brent sau Oman), gravitatea API (o măsură a densității în industria petrolului) și conținutul de sulf. Țițeiul poate fi considerat ușor dacă are o densitate mică, greu dacă are o densitate mare, sau mediu dacă are o densitate între cea a țițeiului ușor și cea a țițeiului greu. În plus, poate fi denumit dulce dacă conține relativ puțin sulf sau acru dacă conține cantități semnificative de sulf.
Locația geografică este importantă deoarece afectează costurile de transport către rafinărie. Țițeiul ușor este mai dorit decât țițeiul greu deoarece produce un randament mai mare de benzină, în timp ce țițeiul dulce se vinde la un preț mai mare decât țițeiul acru deoarece are mai puține probleme de mediu și necesită mai puțină rafinare pentru a îndeplini standardele de sulf impuse de combustibilii din țările consumatoare. Fiecare țiței brut are caracteristici moleculare unice, care sunt dezvăluite prin utilizarea analizei de testare a țițeiului brut în laboratoarele de petrol.
Barilii dintr-o zonă în care caracteristicile moleculare ale țițeiului au fost determinate și țițeiul a fost clasificat sunt utilizați ca referințe de preț în întreaga lume. Unele dintre țițeiurile de referință comune sunt:
- West Texas Intermediate (WTI) este un petrol de foarte bună calitate, dulce și ușor, livrat la Cushing, Oklahoma, pentru petrolul din America de Nord.
- Brent Blend constă din 15 tipuri de petrol provenite din câmpurile din sistemele Brent și Ninian din Bazinul East Shetland al Mării Nordului. Petrolul ajunge la terminalul Sullom Voe din Shetland. Producția de petrol din Europa, Africa și Orientul Mijlociu care curge spre Vest este adesea evaluată în raport cu acest petrol, care servește drept benchmark.
- Dubai-Oman este folosit ca benchmark pentru petrolul acru din Orientul Mijlociu care curge spre regiunea Asia-Pacific.
- Tapis, provenind din Malaysia, este utilizat ca referință pentru petrolul ușor din Extremul Orient.
- Minas, provenind din Indonezia, este utilizat ca referință pentru petrolul greu din Extremul Orient.
- The OPEC Reference Basket este o medie ponderată a amestecurilor de petrol din diverse țări OPEC(Organizația Țărilor Exportatoare de Petrol).
- Midway Sunset Heavy este utilizat pentru evaluarea petrolului greu din California.
- Western Canadian Select este petrolul de referință pentru petroliumurile emergente, grele și cu TAN (aciditate) ridicat.

În fiecare an, cantitățile acestor petroluri de referință scad, așa că alte tipuri de petrol sunt mai frecvent livrate. Deși prețul de referință poate fi pentru West Texas Intermediate livrat la Cushing, petrolul efectiv tranzacționat poate fi un petrol greu canadian cu discount – Western Canadian Select – livrat la Hardisty, Alberta, iar pentru un Brent Blend livrat la Shetland, acesta poate fi un amestec de petrol rusesc cu discount livrat la Portul Primorsk.
Odată extras, petrolul este rafinat și separat, cel mai ușor prin distilare, în numeroase produse pentru utilizare directă sau pentru utilizare în fabricare, cum ar fi Benzină, Motorină și kerosen până la asfalt și reactivi chimici (Etilenă, Propilenă, Butenă, Acid acrilic, Para-xilen) folosiți pentru a produce Plastice, Pesticide și produse farmaceutice.

## Utilizare
În ceea ce privește volumul, cea mai mare parte a petrolului este transformată în combustibili pentru motoarele cu ardere. În ceea ce privește valoarea, petrolul stă la baza industriei petrochimice, care include multe produse de mare valoare, cum ar fi produsele farmaceutice și materialele plastice.

### Combustibili și lubrifianți
Petrolul este utilizat în principal, ca volum, pentru rafinare în uleiuri de combustibil și benzină, ambele fiind surse importante de energie primară. 84% din volumul hidrocarburilor prezente în petrol sunt transformate în combustibili, inclusiv benzină, motorină, kerosen, uleiuri de încălzire și alte uleiuri de combustibil, precum și Gaz petrolier lichefiat.
Datorită densității sale energetice ridicate, transportabilității ușoare și abundenței relative, petrolul a devenit cea mai importantă sursă de energie din lume începând cu mijlocul anilor 1950. Petrolul este, de asemenea, materia primă pentru multe produse chimice, inclusiv medicamente, solvenți, fertilizatori, pesticide și plastice; cei 16% care nu sunt folosiți pentru producția de energie sunt transformați în aceste alte materiale. Petrolul se găsește în formațiuni de roci poroase din straturile superioare ale unor zone ale crustei terestre. Există de asemenea petrol în nisipuri bituminoase. Rezervele de petrol cunoscute sunt estimate de obicei la 190 km³ (1,2 trilioane de barili) fără nisipuri bituminoase, sau 595 km³ (3,74 trilioane de barili) cu nisipuri bituminoase. Consumul actual este de aproximativ 84 milioane de barili (13,4 milioane m³) pe zi, sau 4,9 km³ pe an, ceea ce lasă o rezervă de petrol rămasă de doar aproximativ 120 de ani, dacă cererea actuală rămâne constantă. Studiile mai recente, totuși, estimează numărul la aproximativ 50 de ani.
Strâns legate de combustibilii pentru motoare cu ardere sunt lubrifianții, grăsimile și stabilizatorii de vâscozitate. Toate sunt derivate din petrol.

### Produse chimice
Multe medicamente sunt derivate din petrol, deși prin procese complexe în mai multe etape. Medicina modernă depinde de petrol ca sursă de blocuri de construcție, reactivi și solvenți. În mod similar, practic toate pesticide - insecticide, erbicide etc. - sunt derivate din petrol. Pesticidele au avut un impact profund asupra speranței de viață, controlând vectorii de boli și crescând randamentele culturilor. Ca și medicamentele, pesticide sunt în esență produse petro-chimice. Practic toate plasticele și polimerii sintetici sunt derivați din petrol, care este sursa monomerilor. Alchenele (olefinele) sunt una dintre clasele importante ale acestor molecule precursor.

### Alte derivate
- Ceara, utilizată în ambalarea alimentelor congelate, printre altele, Ceara de parafină, derivată din petrol.[69]
- Sulfurul și derivații săi, Acidul sulfuric. Sulfura de Hidrogen este un produs al îndepărtării sulfurului din fracțiunea de petrol. Este oxidată în sulfur elementar și apoi în acid sulfuric.
- Bitum și asfalt în vrac.
- Cocă de petrol, utilizată în produse speciale de carbon sau ca combustibil solid.

## Industrie
Industria petrolieră, cunoscută și sub numele de industria petrolului sau "patch-ul petrolier", include procesele globale de explorare, extracție, rafinare, transport (adesea prin petroliere și conducte) și comercializare a produselor petroliere. Cele mai mari volume de produse din industrie sunt Păcura și benzina. Petrolul este, de asemenea, materia primă pentru multe produse chimice, inclusiv produse farmaceutice, solvenți, îngrășăminte, pesticide, parfumuri sintetice și materiale plastice. Industria este de obicei împărțită în trei componente majore: Upstream, Midstream și Downstream. Upstream se referă la explorarea și extracția petrolului brut, midstream include transportul și depozitarea petrolului brut, iar downstream se ocupă de rafinarea petrolului brut în diverse produse finite.
Petrolul este vital pentru multe industrii și este necesar pentru menținerea civilizației industriale în configurația sa actuală, ceea ce îl face o preocupare esențială pentru multe națiuni. Petrolul reprezintă un procent semnificativ din consumul global de energie, variind de la un minim de 32% în Europași Asia, până la un maxim de 53% în Orientul Mijlociu.
Modelele de consum din alte regiuni geografice sunt următoarele: America de Sud și Centrală (44%), Africa (41%) și America de Nord (40%). Lumea consumă anual 36 de miliarde de barili (5,8 km³) de petrol, națiunile dezvoltate fiind cei mai mari consumatori. Statele Unite au consumat 18% din petrolul produs în 2015. Producția, distribuția, rafinarea și vânzarea cu amănuntul a petrolului, luate în ansamblu, reprezintă cea mai mare industrie din lume în ceea ce privește valoarea în dolari.

### Transport
Transportul petrolului este procesul de transport al petrolului și al derivatelor sale, cum ar fi benzina. Produsele petroliere sunt transportate prin vagoane de tren, camioane, nave-cisternă și rețele de conducte. Metoda utilizată pentru transportul produselor petroliere depinde de volumul care trebuie mutat și de destinația acestuia. Chiar și metodele de transport pe uscat, cum ar fi conductele sau transportul feroviar, au propriile avantaje și dezavantaje. Una dintre principalele diferențe constă în costurile asociate cu transportul petrolului prin conducte sau cale ferată. Cele mai mari probleme legate de transportul produselor petroliere sunt poluarea și riscul deversărilor. Petrolul este foarte dificil de curățat și este foarte toxic pentru animalele vii și mediul înconjurător.
În anii 1950, costurile de transport maritim reprezentau 33% din prețul petrolului transportat din Golful Persic către Statele Unite, dar, datorită dezvoltării supertancurilor în anii 1970, costul transportului a scăzut la doar 5% din prețul petrolului din Golful Persic în SUA. Datorită creșterii valorii petrolului brut în ultimele 30 de ani, ponderea costului transportului în prețul final al mărfii livrate a fost mai mică de 3% în 2010.

### Preț
Prețul petrolului, sau prețul petrolului brut, se referă în general la prețul spot al unui baril (159 litri) de petrol de referință, un preț de referință pentru cumpărătorii și vânzătorii de petrol brut, precum West Texas Intermediate (WTI), Brent Crude, Dubai Crude, Coșul de referință OPEC, Tapis crude, Bonny Light, Urals oil, Isthmus și Western Canadian Select (WCS). Prețurile petrolului sunt determinate de oferta și cererea globală, mai degrabă decât de nivelul producției interne a unei țări.
Prețul global al petrolului brut a fost relativ constant în secolul al XIX-lea și la începutul secolului al XX-lea. Acest lucru s-a schimbat în anii 1970, când prețul petrolului a crescut semnificativ la nivel global. Au existat mai mulți factori structurali care au influențat istoric prețurile globale ale petrolului, inclusiv șocuri ale ofertei, cererii și stocării de petrol, precum și șocuri la creșterea economică globală, care au afectat prețurile petrolului. Evenimente notabile care au determinat fluctuații semnificative ale prețurilor includ embargoul petrolier OPEC din 1973, îndreptat împotriva națiunilor care au sprijinit Israelul în timpul Războiului Yom Kippur, care a dus la criza petrolului din 1973, Revoluția Iraniană și criza petrolului din 1979, Criza financiară din 2007-2009 și recentul surplus de petrol din 2013, care a dus la "cele mai mari scăderi ale prețurilor la petrol din istoria modernă" între 2014 și 2016. Scăderea de 70% a prețurilor globale la petrol a fost "una dintre cele mai mari trei scăderi de la al Doilea Război Mondial și cea mai lungă de la prăbușirea ofertei din 1986." Până în 2015, Statele Unite deveniseră al treilea cel mai mare producător de petrol și au reluat exporturile de petrol după abrogarea interdicției de 40 de ani asupra exporturilor.
Războiul prețurilor petrolului dintre Rusia și Arabia Saudită din 2020 a dus la o scădere de 65% a prețurilor globale la petrol la începutul pandemiei de COVID-19. În 2021, prețurile energiei au atins niveluri record din cauza unei creșteri globale a cererii, pe măsură ce lumea se recupera după recesiunea provocată de COVID-19. Până în decembrie 2021, o creștere neașteptată a cererii de petrol din Statele Unite, China și India, împreună cu "cererile investitorilor din industria de șisturi din SUA de a menține cheltuielile sub control", a contribuit la stocuri globale "strânse" de petrol. La 18 ianuarie 2022, pe măsură ce prețul petrolului Brent a atins cel mai ridicat nivel din 2014 – 88 de dolari, s-au ridicat îngrijorări cu privire la creșterea costului benzinei, care a atins un record în Regatul Unit.

### Comerț
Petrolul brut este tranzacționat ca un contract futures atât pe bursele NYMEX, cât și ICE. Contractele futures sunt acorduri prin care cumpărătorii și vânzătorii convin să cumpere și să livreze cantități specifice de petrol brut fizic la o dată stabilită în viitor. Un contract acoperă orice multiplu de 1000 de barili și poate fi achiziționat cu până la nouă ani în avans.

## Utilizare în funcție de țară

### Statistica consumului
- Emisiile globale de carbon fosil, un indicator al consumului, începând din anul 1800.                     Total                     Oil
- Rata de utilizare a energiei la nivel mondial pe an începând din 1970.[84]
- Consumul zilnic de petrol din 1980 până în 2006.
- Consumul de petrol ca procentaj din total pe regiuni, între anii 1980 și 2006:     USA     Europa     Asia and Oceania.
- Consumul de petrol 1980-2007 pe regiune.

### Consum
Conform estimării Administrației pentru Informații Energetice a SUA (EIA) pentru anul 2017, lumea consumă 98,8 milioane de barili de petrol pe zi.
Acest tabel ordonează cantitatea de petrol consumată în 2011 în mii de barili (1000 bbl) pe zi și în mii de metri cubi (1000 m³) pe zi:

### Producție
|    | Țară                         | Producție (bbl/day, 2016) |
| -- | ---------------------------- | ------------------------- |
| 1  | Rusia                        | 10,551,497                |
| 2  | Arabia Saudită (OPEC)        | 10,460,710                |
| 3  | Statele Unite ale Americii   | 8,875,817                 |
| 4  | Iraq (OPEC)                  | 4,451,516                 |
| 5  | Iran (OPEC)                  | 3,990,956                 |
| 6  | China                        | 3,980,650                 |
| 7  | Canada                       | 3,662,694                 |
| 8  | Emiratele Arabe Unite (OPEC) | 3,106,077                 |
| 9  | Kuwait (OPEC)                | 2,923,825                 |
| 10 | Brazilia                     | 2,515,459                 |
| 11 | Venezuela (OPEC)             | 2,276,967                 |
| 12 | Mexic                        | 2,186,877                 |
| 13 | Nigeria (OPEC)               | 1,999,885                 |
| 14 | Angola (OPEC)                | 1,769,615                 |
| 15 | Norvegia                     | 1,647,975                 |
| 16 | Kazakhstan                   | 1,595,199                 |
| 17 | Qatar (OPEC)                 | 1,522,902                 |
| 18 | Algeria (OPEC)               | 1,348,361                 |
| 19 | Oman                         | 1,006,841                 |
| 20 | Marea Britanie               | 939,760                   |

### Export
| #  | Țară exportatoare           | 103bbl/z (2011) | 103m3/z (2011) | 103bbl/z (2009) | 103m3/z (2009) | 103bbl/z (2006) | 103m3/z (2006) |
| -- | --------------------------- | --------------- | -------------- | --------------- | -------------- | --------------- | -------------- |
| 1  | Arabia Saudită(OPEC)        | 8,336           | 1,325          | 7,322           | 1,164          | 8,651           | 1,376          |
| 2  | Rusia 1                     | 7,083           | 1,126          | 7,194           | 1,144          | 6,565           | 1,044          |
| 3  | Iran (OPEC)                 | 2,540           | 403            | 2,486           | 395            | 2,519           | 401            |
| 4  | Emiratele Arabe Unite(OPEC) | 2,524           | 401            | 2,303           | 366            | 2,515           | 400            |
| 5  | Kuweit (OPEC)               | 2,343           | 373            | 2,124           | 338            | 2,150           | 342            |
| 6  | Nigeria (OPEC)              | 2,257           | 359            | 1,939           | 308            | 2,146           | 341            |
| 7  | Iraq (OPEC)                 | 1,915           | 304            | 1,764           | 280            | 1,438           | 229            |
| 8  | Angola (OPEC)               | 1,760           | 280            | 1,878           | 299            | 1,363           | 217            |
| 9  | Norvegia                    | 1,752           | 279            | 2,132           | 339            | 2,542           | 404            |
| 10 | Venezuela (OPEC) 1          | 1,715           | 273            | 1,748           | 278            | 2,203           | 350            |
| 11 | Algeria (OPEC) 1            | 1,568           | 249            | 1,767           | 281            | 1,847           | 297            |
| 12 | Qatar (OPEC)                | 1,468           | 233            | 1,066           | 169            | –               | –              |
| 13 | Canada 2                    | 1,405           | 223            | 1,168           | 187            | 1,071           | 170            |
| 14 | Kazakhstan                  | 1,396           | 222            | 1,299           | 207            | 1,114           | 177            |
| 15 | Azerbaijan 1                | 836             | 133            | 912             | 145            | 532             | 85             |
| 16 | Trinidad și Tobago          | 177             | 112            | 167             | 160            | 155             | 199            |

### Import
| #  | Țară exportatoare           | 103bbl/zi (2011) | 103m3/zi (2011) | 103bbl/zi (2009) | 103m3/zi (2009) | 103bbl/zi (2006) | 103m3/zi (2006) |
| -- | --------------------------- | ---------------- | --------------- | ---------------- | --------------- | ---------------- | --------------- |
| 1  | Statele Unite ale Americii1 | 8,728            | 1,388           | 9,631            | 1,531           | 12,220           | 1,943           |
| 2  | China                       | 5,487            | 872             | 4,328            | 688             | 3,438            | 547             |
| 3  | Japonia                     | 4,329            | 688             | 4,235            | 673             | 5,097            | 810             |
| 4  | India                       | 2,349            | 373             | 2,233            | 355             | 1,687            | 268             |
| 5  | Germania                    | 2,235            | 355             | 2,323            | 369             | 2,483            | 395             |
| 6  | Coreea de Sud               | 2,170            | 345             | 2,139            | 340             | 2,150            | 342             |
| 7  | Franța                      | 1,697            | 270             | 1,749            | 278             | 1,893            | 301             |
| 8  | Spania                      | 1,346            | 214             | 1,439            | 229             | 1,555            | 247             |
| 9  | Italia                      | 1,292            | 205             | 1,381            | 220             | 1,558            | 248             |
| 10 | Singapore                   | 1,172            | 186             | 916              | 146             | 787              | 125             |
| 11 | Taiwan                      | 1,009            | 160             | 944              | 150             | 942              | 150             |
| 12 | Țările de Jos               | 948              | 151             | 973              | 155             | 936              | 149             |
| 13 | Turcia                      | 650              | 103             | 650              | 103             | 576              | 92              |
| 14 | Belgia                      | 634              | 101             | 597              | 95              | 546              | 87              |
| 15 | Tailanda                    | 592              | 94              | 538              | 86              | 606              | 96              |

### Consumatorii neproducători
| # | Națiune consumatoare | (bbl/zi)  | (m3/zi) |
| - | -------------------- | --------- | ------- |
| 1 | Japonia              | 5,578,000 | 886,831 |
| 2 | Germania             | 2,677,000 | 425,609 |
| 3 | Coreea de Sud        | 2,061,000 | 327,673 |
| 4 | Franța               | 2,060,000 | 327,514 |
| 5 | Italia               | 1,874,000 | 297,942 |
| 6 | Spania               | 1,537,000 | 244,363 |
| 7 | Țările de Jos        | 946,700   | 150,513 |
| 8 | Turcia               | 575,011   | 91,663  |

## Efecte asupra mediului

### Climat
Începând cu anul 2018, aproximativ un sfert din emisiile globale anuale de gaze cu efect de seră sunt reprezentate de Dioxidul de carbon provenit din arderea petrolului (plus scurgerile de Metan din industrie). Împreună cu arderea cărbunelui, combustia petrolului este cel mai mare contributor la creșterea nivelurilor de CO2 atmosferic. CO2-ul atmosferic a crescut în ultimele 150 de ani până la niveluri actuale de peste 415 ppmv, de la 180–300 ppmv în ultimii 800 de mii de ani. Creșterea temperaturii în Zona Arctică a redus minimul pachetului de gheață arctică la 4.320.000 km², o pierdere de aproape jumătate din momentul în care au început măsurătorile cu satelit în 1979.
Acidificarea oceanelor este creșterea acidității oceanelor Pământului cauzată de absorbția dioxidului de carbon (CO2) din atmosferă. Starea de saturare a Carbonatului de calciu scade odată cu absorbția dioxidului de carbon în ocean. Această creștere a acidității inhibă toată viața marină—având un efect mai mare asupra organismelor mai mici, precum și asupra celor cu cochilii (de exemplu, scoicile).

### Extracție
Extracția petrolului este pur și simplu îndepărtarea petrolului din rezervoare (bazinele de petrol). Există multe metode de extragere a petrolului din rezervoare, de exemplu; vibrarea mecanică, emulsii de apă în petrol și substanțe chimice speciale numite demulsifianți care separă petrolul de apă. Extracția petrolului este costisitoare și adesea dăunătoare pentru mediu. Explorarea și extracția petrolului în offshore perturbă mediu marin înconjurător.

### Scurgeri de petrol
Vărsările de petrol brut și de combustibil rafinat din accidentele navelor petroliere au deteriorat ecosisteme naturale și mijloacele de trai ale oamenilor în Alaska, Golful Mexic, Insulele Galápagos, Franța și în multe alte locuri.
Cantitatea de petrol vărsată în timpul acestor accidente a variat de la câteva sute de tone până la câteva sute de mii de tone (de exemplu, deversarea de petrol de la *Deepwater Horizon*, *SS Atlantic Empress*, *Amoco Cadiz*). Scurgerile mai mici au demonstrat deja că pot avea un impact semnificativ asupra ecosistemelor, cum a fost cazul deversării de petrol de la *Exxon Valdez*.
Scurgerile de petrol în mare sunt, în general, mult mai dăunătoare decât cele de pe uscat, deoarece pot să se întindă pe sute de mile marine într-o peliculă subțire de petrol care poate acoperi plajele cu un strat fin de petrol. Acest lucru poate ucide păsări marine, mamifere, Crustacee și alte organisme pe care le acoperă. Vărsările de petrol pe uscat sunt mai ușor de izolat dacă se poate ridica rapid un baraj de pământ improvizat în jurul locului deversării, înainte ca majoritatea petrolului să se scurgă, iar animalele terestre pot evita mai ușor petrolul.
Controlul deversărilor de petrol este dificil, necesită metode ad-hoc și deseori un număr mare de oameni. Aruncarea de bombe și dispozitive incendiare din avioane asupra epavei *SS Torrey Canyon* a avut rezultate slabe; tehnicile moderne ar include pomparea petrolului din epavă, cum s-a făcut în cazul deversărilor de petrol *Prestige* și *Erika*.
Deși petrolul brut este compus în principal din diferite hidrocarburi, anumite Compuși heterociclici azotați, cum ar fi Piridină, Picolină și Chinolină, sunt raportați ca fiind contaminanți asociați cu petrolul brut, precum și cu instalațiile de prelucrare a șisturilor petroliere sau a cărbunelui, și au fost de asemenea găsiți la situri vechi de tratare a lemnului. Acești compuși au o solubilitate foarte mare în apă, motiv pentru care tind să se dizolve și să se deplaseze cu apa. Anumite bacterii care apar în mod natural, precum *Micrococcus*, *Arthrobacter* și *Rhodococcus*, au demonstrat că pot degrada acești contaminanți.
Deoarece petrolul este o substanță care apare în mod natural, prezența sa în mediu nu trebuie să fie neapărat rezultatul unor cauze umane, cum ar fi accidentele și activitățile de rutină (explorarea seismică, forajul, extracția, rafinarea și arderea). Fenomene precum scurgerile naturale și gropile de smoală sunt exemple de zone în care petrolul afectează mediul fără implicarea omului.

### Balenele
James S. Robbins a argumentat că apariția kerosenului rafinat din petrol a salvat anumite specii de balene mari de la extincție, oferind un substitut ieftin pentru uleiul de balenă, eliminând astfel imperativul economic pentru vânătoarea de balene cu bărci deschise. Cu toate acestea, alții afirmă că combustibilii fosili au crescut vânătoarea de balene, cele mai multe balene fiind ucise în secolul XX.

## Alternative
În 2018, transportul rutier a utilizat 49% din petrol, aviația 8%, iar alte utilizări decât cele energetice 17%. Vehiculele electrice sunt principala alternativă pentru transportul rutier, iar biocombustibilii pentru aviație sunt o opțiune pentru aviație. Plasticele de uz unic au o amprentă de carbon mare și pot polua mările, dar, până în 2022, cele mai bune alternative nu sunt clare.

## Relații internaționale
Controlul producției de petrol a fost un factor semnificativ în relațiile internaționale în mare parte din secolul XX și XXI. Organizații precum OPEC au jucat un rol important în politica internațională. Unii istorici și comentatori au numit această perioadă „Epoca Petrolului”. Cu creșterea energiei regenerabile și abordarea schimbărilor climatice, unii comentatori se așteaptă la o realiniere a puterii internaționale departe de statele petroliere.

### Corupție
„Veniturile din petrol” au fost descrise ca fiind legate de corupție în literatura politică. Un studiu din 2011 a sugerat că creșterile veniturilor din petrol au crescut corupția în țările cu o implicare semnificativă a guvernului în producția de petrol. Studiul a constatat că creșterile veniturilor din petrol „deteriorează semnificativ drepturile politice”. Cercetătorii afirmă că exploatarea petrolului a oferit politicienilor „un stimulent de a extinde libertățile civile, dar de a reduce drepturile politice în prezența câștigurilor din petrol pentru a evita redistribuirea și conflictele”.

### Conflict
Producția de petrol a fost asociată cu conflicte de-a lungul multor ani, ducând la mii de decese. Depozitele de petrol se găsesc în puține țări din întreaga lume; în principal în Rusia și în unele părți ale Orientului Mijlociu. Conflictele pot începe atunci când țările refuză să reducă producția de petrol, iar alte țări răspund la aceste acțiuni prin creșterea producției lor, provocând un război comercial, așa cum s-a întâmplat în timpul războiului de prețuri al petrolului dintre Rusia și Arabia Saudită din 2020. Alte conflicte pot începe din cauza dorinței țărilor de a obține resurse de petrol sau din alte motive legate de teritorii cu resurse de petrol, așa cum s-a întâmplat în Războiul Iran-Irak.

### OPEC
Organizația Țărilor Exportatoare de Petrol (OPEC, /ˈoʊpɛk/ OH-pek) este o organizație care facilitează cooperarea dintre principalele țări producătoare și dependente de petrol, în scopul de a influența colectiv piața globală a petrolului și de a maximiza profitul. Aceasta a fost fondată pe 14 septembrie 1960 la Bagdad de către primele cinci state membre (Iran, Irak, Kuweit, Arabia Saudită și Venezuela). Organizația, care în prezent cuprinde 12 țări membre, a fost responsabilă pentru aproximativ 30% din producția globală de petrol. Un raport din 2022 detaliază că țările membre OPEC au fost responsabile pentru aproximativ 38% din producția mondială. În plus, se estimează că 79,5% din rezervele dovedite de petrol din lume sunt situate în țările OPEC, doar Orientul Mijlociu reprezentând 67,2% din rezervele totale ale OPEC.
Într-o serie de măsuri din anii 1960 și 1970, OPEC a restructurat sistemul global de producție de petrol în favoarea statelor producătoare de petrol și în detrimentul unui oligopol al firmelor petroliere anglo-americane dominante (așa-numitele "Șapte Surori"). În anii 1970, restricțiile în producția de petrol au dus la o creștere dramatică a prețurilor petrolului, cu consecințe de lungă durată și extinse pentru economia globală. Din anii 1980, impactul OPEC asupra ofertei globale de petrol și a stabilității prețurilor a fost limitat, din cauza faptului că membrii încalcă frecvent angajamentele asumate între ei și pentru că angajamentele reflectă ceea ce ar face chiar și în absența OPEC. Totuși, începând cu 2020, țările OPEC, împreună cu participanți non-OPEC, au ajutat la stabilizarea piețelor petroliere după ce pandemia de COVID-19 a dus la o prăbușire a cererii de petrol. Acest lucru a permis piețelor de petrol să rămână stabile în comparație cu alte piețe de energie care au cunoscut o volatilitate fără precedent.
Formarea OPEC a marcat un punct de cotitură spre suveranitatea națională asupra resurselor naturale. Deciziile OPEC au ajuns să joace un rol important pe piața globală a petrolului și în relațiile internaționale. Economiștii au caracterizat OPEC ca un exemplu clasic de cartel (un grup ai cărui membri cooperează pentru a reduce concurența pe piață), dar unul ale cărui consultări ar putea fi protejate de doctrina imunității de stat în dreptul internațional.
Membrii actuali ai OPEC sunt Algeria, Guineea Ecuatorială, Gabon, Iran, Irak, Kuweit, Libia, Nigeria, Republica Congo, Arabia Saudită, Emiratele Arabe Unite și Venezuela. Între timp, Angola, Ecuador, Indonezia și Qatar sunt foști membri OPEC. Un grup mai mare numit OPEC+, format din membrii OPEC și alte țări producătoare de petrol, s-a format la sfârșitul anului 2016 pentru a exercita un control mai mare asupra pieței globale de țiței. Canada, Egipt, Norvegia și Oman sunt state observatoare.

## Producție viitoare

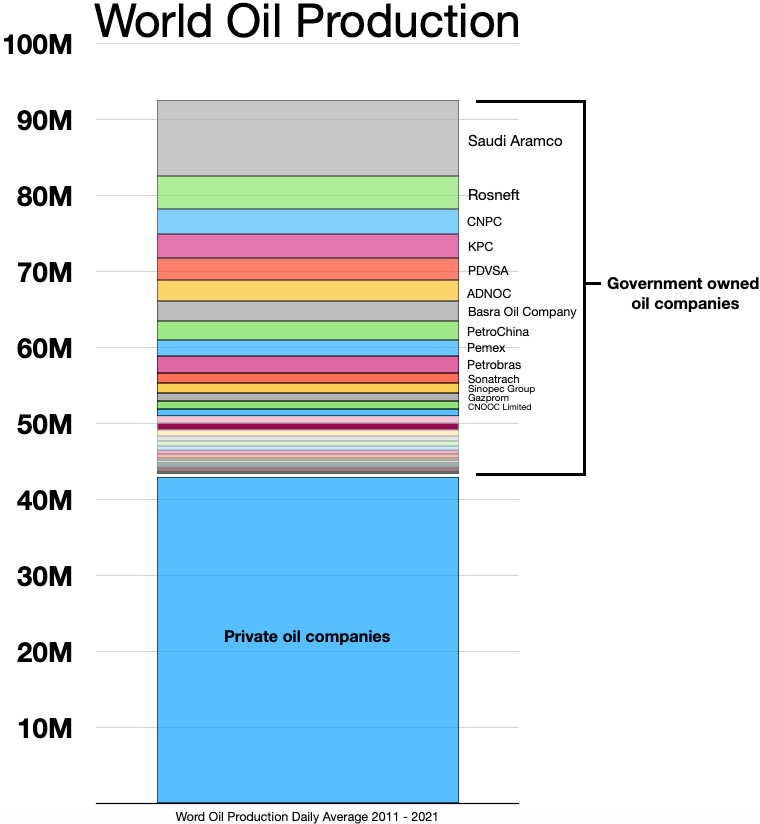
Producția mondială de petrol în medie barili pe zi între 2011 și 2022

Consumul din secolele XX și XXI a fost puternic impulsionat de creșterea sectorului auto. Excedentul de petrol din perioada 1985-2003 a alimentat chiar vânzările de vehicule cu consum redus de combustibil în țările OCDE. Criza economică din 2008 pare să fi avut un impact asupra vânzărilor acestor vehicule; totuși, în 2008, consumul de petrol a înregistrat o mică creștere.
În 2016, Goldman Sachs a prezis o scădere a cererii de petrol din cauza preocupărilor legate de economiile emergente, în special  China. Țările BRICS (Brazilia, Rusia, India, China, Africa de Sud) ar putea avea, de asemenea, un rol important, deoarece China a avut pentru scurt timp cea mai mare piață auto în decembrie 2009. Pe termen lung, incertitudinile persistă; OPEC crede că țările OCDE vor adopta la un moment dat politici de consum redus; când se va întâmpla acest lucru, cu siguranță va afecta vânzările de petrol, iar atât OPEC, cât și Agenția pentru Informații Energetice (EIA) au continuat să își reducă estimările de consum pentru 2020 în ultimii cinci ani. O revizuire detaliată a proiecțiilor de petrol ale Agenției Internaționale pentru Energie a arătat că revizuirile privind producția mondială de petrol, prețurile și investițiile au fost motivate de o combinație de factori legați de cerere și ofertă. În ansamblu, proiecțiile convenționale non-OPEC au fost destul de stabile în ultimii 15 ani, în timp ce revizuirile în scădere au fost alocate în principal OPEC-ului. Revizuirile în creștere sunt în principal rezultatul petrolului de șist din SUA.
Producția se va confrunta, de asemenea, cu o situație din ce în ce mai complexă; în timp ce țările OPEC au încă rezerve mari la prețuri de producție scăzute, noile zăcăminte descoperite duc adesea la prețuri mai mari; giganți offshore precum Tupi, Guara și Tiber necesită investiții mari și capacități tehnologice în continuă creștere. Rezervoarele substratificate, cum ar fi Tupi, erau necunoscute în secolul XX, în principal pentru că industria nu avea capacitatea de a le explora. Tehnicile de Recuperare Avansată a Petrolului (Enhanced Oil Recovery – EOR), cum ar fi în cazul DaQing, China, vor continua să joace un rol important în creșterea cantității de petrol recuperabil din lume.
Disponibilitatea estimată a resurselor petroliere a fost întotdeauna în jur de 35 de ani sau chiar mai puțin de la începutul explorării moderne. „Constanta petrolului”, o glumă internă din industria germană, se referă la acest efect.
Un număr tot mai mare de campanii de dezinvestire din fonduri majore, susținute de noile generații care pun sub semnul întrebării sustenabilitatea petrolului, ar putea împiedica finanțarea prospectării și producției viitoare de petrol.

### Varf
Termenul "peak oil" se referă la proiecția conform căreia producția viitoare de petrol, fie că este vorba de sonde individuale, câmpuri petroliere întregi, țări sau producția globală, va atinge în cele din urmă un vârf și apoi va începe să scadă într-un ritm similar cu cel al creșterii de dinaintea vârfului, pe măsură ce aceste rezerve se epuizează. Vârful descoperirilor de petrol a fost în 1965, iar producția anuală de petrol a depășit descoperirile de petrol în fiecare an din 1980 încoace. Cu toate acestea, acest lucru nu înseamnă că producția potențială de petrol a depășit cererea de petrol.
Este dificil de prezis când va fi atins vârful producției de petrol într-o anumită regiune, din cauza lipsei de cunoștințe și/sau a lipsei de transparență în contabilizarea rezervelor globale de petrol. Pe baza datelor disponibile privind producția, susținătorii au prezis anterior că vârful global va fi atins în anii 1989, 1995 sau între 1995 și 2000. Unele dintre aceste predicții datează de dinaintea recesiunii de la începutul anilor 1980, iar scăderea consumului global, care a rezultat din aceasta, a avut ca efect amânarea vârfului cu câțiva ani. La fel cum vârful producției de petrol din SUA din 1971 a fost recunoscut clar doar retrospectiv, un vârf al producției globale va fi dificil de observat până când producția va scădea clar.
În 2020, conform raportului BP *Energy Outlook 2020*, vârful petrolului a fost atins din cauza schimbărilor din peisajul energetic și a impactului economic al pandemiei de COVID-19.
Deși atenția s-a concentrat istoric pe vârful ofertei de petrol, aceasta se îndreaptă tot mai mult spre vârful cererii, pe măsură ce tot mai multe țări caută să facă tranziția la energia regenerabilă. Indexul GeGaLo al câștigurilor și pierderilor geopolitice evaluează modul în care poziția geopolitică a 156 de țări s-ar putea schimba dacă lumea ar face tranziția completă la resurse de energie regenerabilă. Se preconizează că foștii exportatori de petrol își vor pierde puterea, în timp ce poziția foștilor importatori de petrol și a țărilor bogate în resurse de energie regenerabilă se va întări.

### Ulei neconvențional
Petrolul neconvențional este petrolul produs sau extras folosind tehnici diferite de metodele convenționale. Calculul pentru *peak oil* (vârful producției de petrol) s-a schimbat odată cu introducerea metodelor neconvenționale de producție. În special, combinația dintre forajul orizontal și fracturarea hidraulică a dus la o creștere semnificativă a producției din zăcăminte care anterior erau neeconomice. Anumite straturi de rocă conțin hidrocarburi, dar au o permeabilitate scăzută și nu sunt groase dintr-o perspectivă verticală. Sondele verticale convenționale nu ar putea extrage aceste hidrocarburi într-un mod rentabil. Forajul orizontal, care se extinde orizontal prin straturi, permite sondei să acceseze un volum mult mai mare din stratul de rocă. Fracturarea hidraulică creează o permeabilitate mai mare și crește fluxul de hidrocarburi către sonda de foraj.

## Galerie de imagini

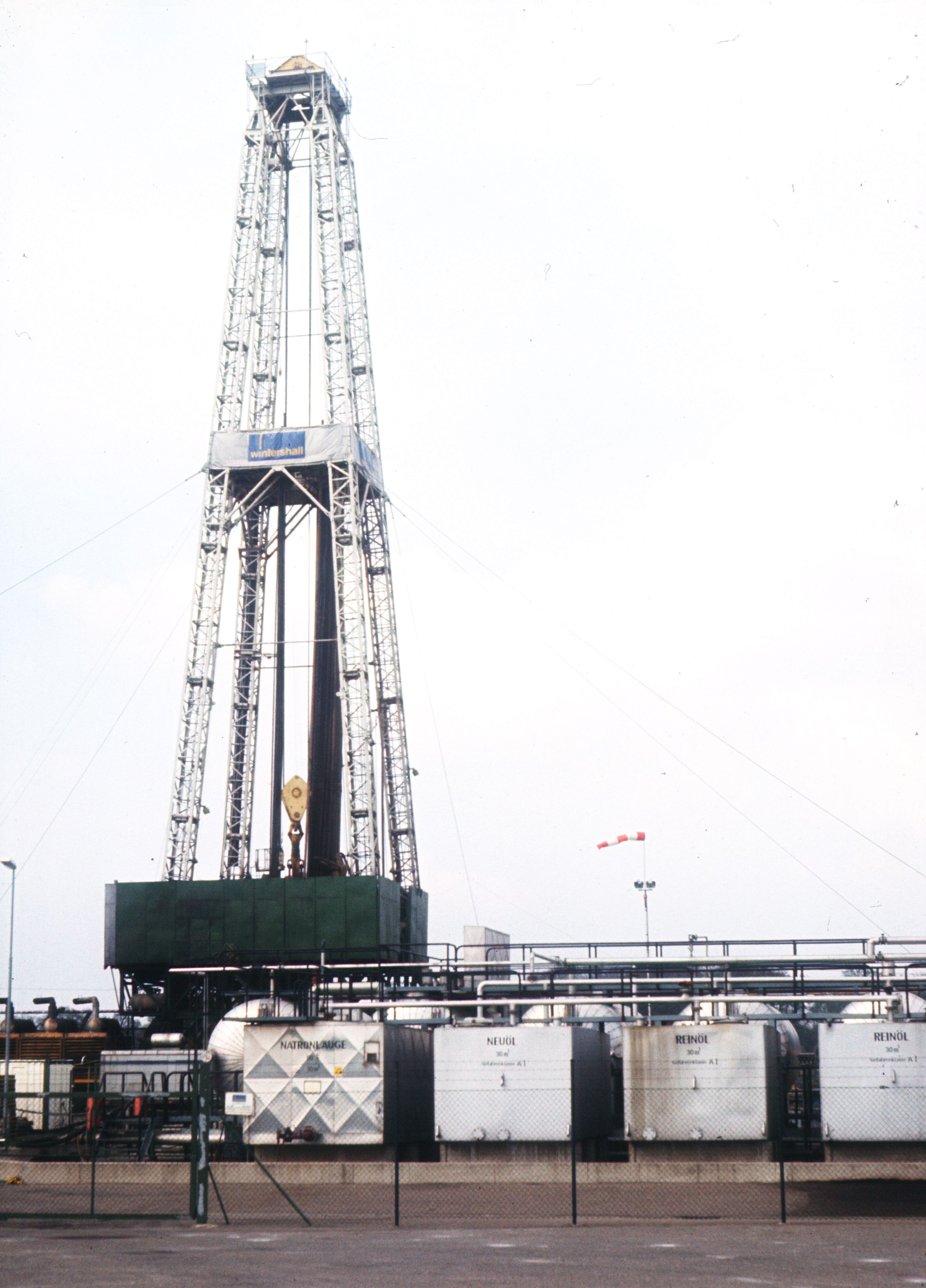
Turn de sondă de petrol cu rezervoare pentru lichidul de sondă
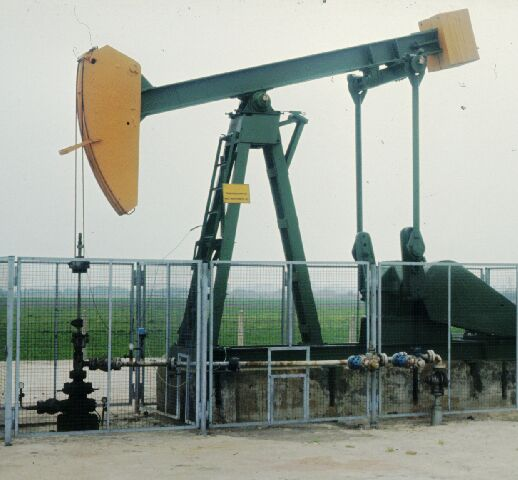
Extracția petrolului cu o pompă de adâncime mare
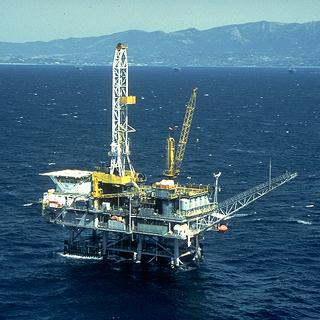
Platformă de extragere a petrolului (Insulă de foraj) pe mare
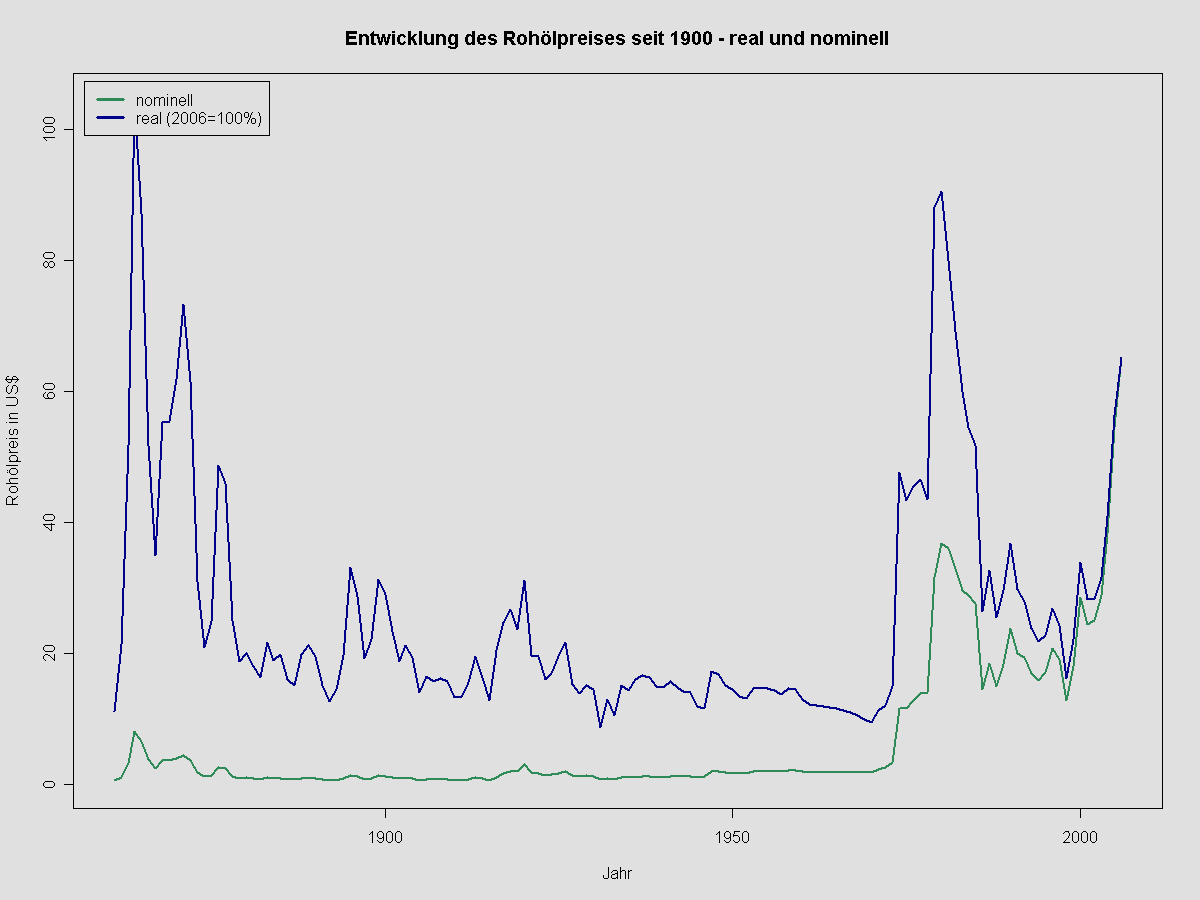
Prețul petrolului (nominal și real) din 1900

## Diagrame

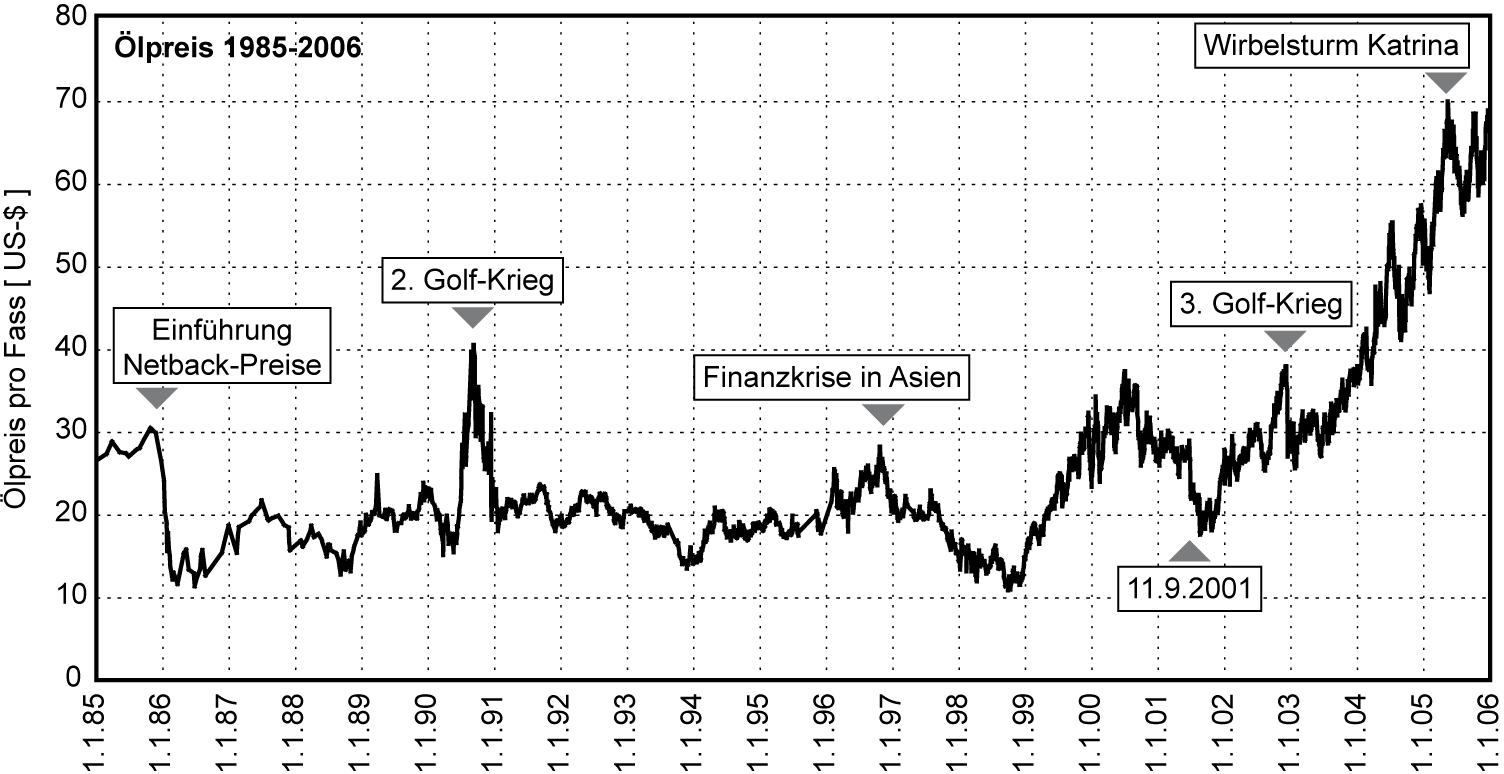
Prețul petrolului între 1985 și 2006 în $ pe baril

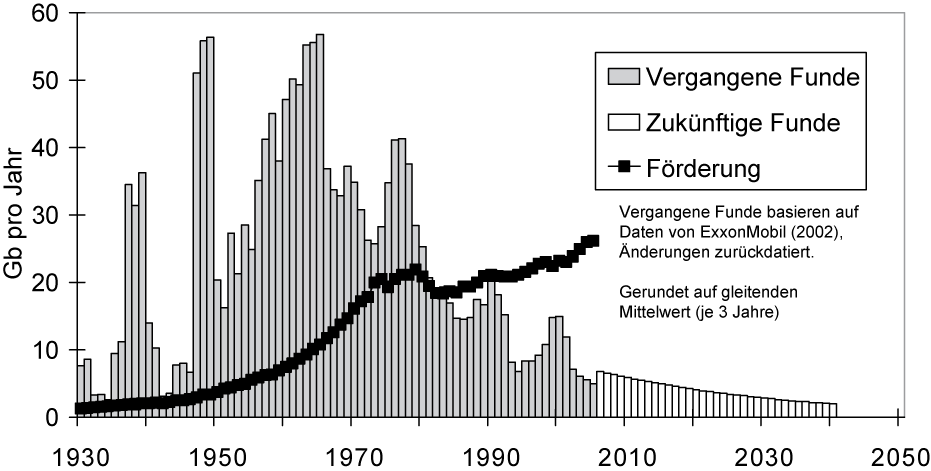
Descoperiri de zăcăminte de petrol între anii 1930-2050 și extracție până în 2001, sursa: ASPO

## Importanță
Petrol | (rafinare)
```
                    |
+----------+--------+ 
 --> crește punctul de fierbere --> 
 --------------+
|          |                |            |             |                 |

Gaze
     
Benzină
         
Kerosen
  
Gaz de sondă
--+---
gaz de sondă
     Reziduuri
 \      /   |               |            |      |      |                 |
  \    / 
Benzină
     
Benzină ușoară
   
Diesel
,   |   
Ulei mineral
      
Păcură

   \  /                              
Motorină
   |    
Tenzide
          
Bitum

    \/                                          |                
Cocs
, 
Negru de fum

(
Piroliză
)                                      |
     |                                          |
 
Olefine
 și                                  
Cracare

  
Hidrocarburi Aromate
                          |
     |                                       
Benzină

 
(Reacții)

     |
   
Monomer

     |
(
Polimerizare
)
     |
 
Substanțe sintetice
```